# FlashGet
FlashGet（旧JetCar、中国語名「快车; Kuàichē」の直訳に由来する）は、Microsoft Windows向けのフリーウェアであり、ダウンロードマネージャである。当初は有料版とアドウェア版のいずれかで提供されており、後者にはInternet ExplorerのBrowser Helper Object（BHO）が含まれていた。

## 機能
FlashGetは、Avant Browser、Google Chrome、Internet Explorer、Opera、Netscape、Mozilla Firefox、Maxthon、SeaMonkeyなどのウェブブラウザと統合可能である。ファイルの連続ダウンロードや、複数の場所からの同一ファイルダウンロードに対応している。ファイルを複数のセクションに分割して、それぞれを同時にダウンロードする機能を持つ。統合型のオフラインリーダーを備えている。HTTP、FTP、Microsoft Media Server、RTSP、BitTorrent、またバージョン1.8.4以降はeDonkeyによるダウンロードに対応している。

## マルウェアに関する懸念
FlashGetは、アップデート機構におけるセキュリティ上の欠陥により、ユーザーがトロイの木馬に感染する事例が発生した。
また、FlashGetは起動時に開発元からダウンロードされるFGUpdate3.iniファイルに記載されたすべてのファイルをダウンロードする点でも懸念がある。開発元のサーバーを通じて悪意あるFGUpdate3.iniが配布された場合、ユーザーに通知することなくFlashGetがマルウェアをコンピュータにダウンロードする恐れがある。
2010年4月4日にリリースされたFlashGet 3.4には、アドウェアやその他の未公開かつ無許可の中国製アプリケーションが含まれていた。一部の広告はシステムトレイから強引に表示され、ユーザーに多大な不便をもたらした。また、インストーラーが中国語化され、多くのユーザーにとってインストールおよびアンインストールが困難になった。